# Natalio Rivas
Natalio Ruiz Rivas (Granada, 4 settembre 1894 – ...) è stato un calciatore spagnolo, di ruolo attaccante.

## Biografia
Studiò al Collegio di Spagna di Bologna insieme ad Antonio Bernabéu, fratello dello storico presidente del Real Madrid Santiago ed a sua volta calciatore del Bologna.

## Carriera
Ha giocato per diverse stagioni con il Bologna in Prima Categoria, la massima serie dell'epoca. Dopo la sospensione dei campionati del 1915, dovuta allo scoppio della prima guerra mondiale, tornò in patria. Militò in seguito anche nel Real Madrid, dal 1917 al 1919. Nel 1920, ritiratosi dall'attività agonistica, fu tra gli organizzatori del primo tour italiano del Real Madrid, costituito da cinque amichevoli contro formazioni italiane.